# Mihai Nedef
Mihai Nedef, né le 8 novembre 1931, à Bucarest, en Roumanie et mort le 10 juin 2017, était un ancien joueur et entraîneur roumain de basket-ball.

## Biographie
Son frère Niculae était un entraîneur de handball de renommée mondiale.

### Palmarès
Joueur
- Champion de Roumanie : 1956, 1958, 1959, 1960, 1961, 1962, 1963, 1964, 1966, 1967
- Coupe de Roumanie : 1966

Entraîneur
- Champion de Roumanie : 1978, 1980, 1981, 1982, 1984, 1985, 1986
- Coupe de Roumanie : 1981

### Distinction personnelle
- Sélection au FIBA All-Star Game : 1955, 1957, 1964
- Steaua Bucarest Hall of Fame : 2015